# У нас це неможливо
«У нас це неможливо» (англ. It Can’t Happen Here) — роман 1935 року, американського письменника Сінклера Льюїса. Опублікований у період підйому фашизму у Європі. Роман описує зліт Базза Віндріпа, популістського сенатора, який обирається на посаду президента США, пообіцявши докорінні економічні та соціальні реформи, пропагуючи повернення до патріотизму та традиційних цінностей. Після свого обрання Віндріп отримує повний контроль над урядом та встановлює тоталітарне правління за допомогою військової сили, на зразок Гітлера та ЗЗ. У центрі роману зображений журналіст Доремус Джессап, його опозиція режиму та його подальша боротьба з ним. Рецензенти та літературні критики підкреслювали зв'язок роману з політиком від Луїзіани Г'юї Лонгом, який готувався балотуватися на пост президента у 1936 році, коли з'явився роман.

## Сюжет
У 1936 році сенатор Берцеліус «Базз» Віндріп, харизматичний та владолюбний політик, виграє вибори на пост президента Сполучених Штатів за допомогою популістської програми, обіцяючи призвести країну до процвітання та величі, й обіцяючи кожному громадянину дохід у п'ять тисяч доларів США на рік (близько $ 80 000, з урахуванням інфляції). Зображуючи себе захисником традиційних американських цінностей, Віндріп легко перемагає своїх супротивників, сенатора Троубріджа та президента Франкліна Делано Рузвельта. Незабаром після обрання Віндріп починає переслідувати інакодумство, ізолює політичних ворогів у концентраційних таборах, та створює воєнізовану організацію «Мінітмени», що тероризує громадян та просуває політику Віндріпа і його «корпоративного» режиму. Одним з перших кроків Віндріпа на посаді президента є усунення впливу Конгресу США, що викликає гнів багатьох громадян, включно з самими законодавцями. «Мінітмени» реагують на протести розгоном демонстрацій багнетами. На додаток до цих дій, адміністрація Віндріпа, обмежує права жінок та меншин, а також ліквідує штати, розділивши країну на адміністративні сектори. Керують цими секторами відомі бізнесмени або офіцери. Особи, звинувачені у злочинах проти уряду постають перед судом де головують «військові судді». Незважаючи на диктаторський характер таких заходів, більшість американців схвалює їх, бачачи у них хоча й болісні але необхідні кроки для відновлення американської потужності. Інші, що мають менше ентузіазму з приводу перспектив корпоратизму, заспокоюють один одного, кажучи що фашизм «у нас неможливий», звідси і назва роману.
Супротивники Віндріпа, на чолі з сенатором Троубріджем, утворюють організацію під назвою «Нове підпілля», допомагаючи дисидентам утікати до Канади на манір порятунку рабів за допомогою підпільної залізниці. Один з новобранців «Нового підпілля» — Джессап, головний герой роману, традиційний американський соціал-ліберал, супротивник як корпоратизму, так і комунізму (прихильники комунізму переслідуються адміністрацією Віндріпа). Участь Джессапа у організації призводить його до роботи у газеті, в якій він пише передовиці й засуджує зловживання нової влади. В результаті його заарештовують і, підкупивши охоронців, він змушений утікати до Канади.
У Канаді він знову приєднається до «Нового підпілля», та їде на північний схід США як шпигун, закликаючи місцевих мешканців протистояти Віндріпу.
З часом режим Віндріпа слабшає, оскільки обіцяне економічне процвітання не матеріалізується та зростає кількість розчарованих американців, разом з ними і віце-президент Бікрофт, що також утікає до Канади.
Потім відбувається переворот і до влади приходить держсекретар Сарасон, а президента виганяють до Франції. Сарасон, як виявилося, відносно слабкий правитель, і відбувається ще один переворот де перемагає Генерал Гайк, який з військами входить до Білого Дому, вбиває Сарасона та його сподвижників, та проголошує себе президентом. Після двох переворотів починається певна ерозія влади Корпоративної держави й Гайк відчайдушно намагається пробудити патріотизм невиправданим вторгненням у Мексику. Після наклепи на адресу Мексики у державних газетах, Гайк оголошує мобілізацію для вторгнення в цю країну, що дратує навіть тих, які до цього були твердими прихильниками корпоративної держави. По всій країні спалахують бунти.
Генерал Кун, один з старших офіцерів Гайка, дезертує і веде у опозицію більшу частину своєї армії, що дає сили руху опору. Хоча Гайк продовжує контролювати більшу частину країни, невдовзі спалахує громадянська війна. На цьому роман закінчується — армія опозиції намагається зміцнитися на Середньому Заході, Джессап, як і раніше, працює шпигуном опору.

## Адаптація та вплив
У 1936 році Льюїс та Джон С. Моффітт написали однойменне інсценування роману, яке ставиться до сих пір. Прем'єра сценічної версії відбулася 27 жовтня 1936 року у двадцяти одному театрі США у сімнадцяти штатах. Кіноверсія MGM знаходилась вже на стадії підготовки, коли глава студії Луїс Майєр скасував виробництво, після чого отримав публічну подяку від нацистського режиму у Німеччині. Вілл Гейз, «головний цензор Голлівуду», чиє ім'я отримав Кодекс Гейза, повідомив Майєру про своє занепокоєння що після виходу такого фільму у Голлівуда почнуться проблеми на німецькому ринку.
У 1968 році вийшов один пілотний епізод серіалу «Тінь на землі» (альтернативна назва: «США: Це не може статися тут»), знята Screen Gems, що віддалено базується на сюжеті книги.
Натхненний книгою, режисер-постановник Кеннет Джонсон у 1982 році написав адаптацію під назвою «Штормові попередження». Сценарій був представлений на розгляд NBC, для виробництва телевізійного міні-серіалу, але керівники NBC відкинули первинну версію, стверджуючи, що вона була занадто «мізкуватою» (cerebral) для середнього американця. Щоб зробити сценарій зрозумілішим для пересічних американців, американські фашисти були замінені людожерами-прибульців. Фільм перетворили у фантастичний. Його було названо V.

## Г'юї Лонг
Рецензенти та літературні критики підкреслювали зв'язок роману з політиком з Луїзіани Г'юї Лонгом, який готувався балотуватися на пост президента у 1936 році.  Льюїс зображував американського диктатора на кшталт Гітлера. Починаючи з 1936 року Управління громадських робіт (Works Progress Administration), — агентство, що просувало Новий курс Рузвельта, — ставило театральні версії роману по всій країні.